# En helvedes uge
En helvedes uge er en dansk børnefilm fra 2000 instrueret af Ziska Szemes.

## Handling
Denne artikel mangler et handlingsreferat. Hjælp os med at skrive det.